# AwiaTIS
AwiaTIS, ros. АвиаТИС, właściwie Spółka z ograniczoną odpowiedzialnością "Lotnicze Technologie Inwestycje Serwis", ros. Общество с ограниченной ответственностью "Авиационные Технологии Инвестиции Сервис" – rosyjskie linie lotnicze z siedzibą w Moskwie i głównym portem bazowania w porcie lotniczym Szeremietiewo), realizujące lokalne połączenia lotnicze. 
Linie dysponują samolotami: AS 350 B3 (1), BD-100-1A10 (CL-300) (1), EC-155 (2), FALCON-7X (2), Mi-8МТВ-1 (1).